# Hong Joon-pyo
Hong Joon-pyo (* 5. Dezember 1954 in Changnyeong, Gyeongsangnam-do) ist ein konservativer südkoreanischer Politiker. Er war Abgeordneter der Gukhoe und Gouverneur von Gyeongsangnam-do. Hong Joon-pyo amtierte zudem zweimal als Parteivorsitzender der Jayu-hanguk-Partei.

## Biographie
Hong wurde 1954 in Gyeongsangnam-do geboren. Nach dem Studium an der Korea University Öffentliche Verwaltung war er als Amtsanwalt in Gwangju, Seoul und Ulsan engagiert. Dabei leitete er unter anderem Korruptionsermittlungen gegen die früheren südkoreanischen Präsidenten Chun Doo-hwan und Roh Tae-woo. Im September 1994 begann er für das Justizministerium zu arbeiten.
Hong vertrat von Mai 1996 bis März 1999 den Songpa-gu von Seoul im Parlament. Von 2001 bis 2012 vertrat er den Dongdaemun-gu im gleichen Gremium. Im Dezember 2012 trat er sein Amt als Gouverneur von Gyeongsangnam-do an. Dieses hatte er bis April 2017 inne.
Im Jahr 2011 hatte er von Juli bis Dezember den Parteivorsitz der Hannara-Partei (und damit der Vorläuferpartei der Jayu-Hanguk-Partei) inne. Ihm folgte die zukünftige Präsidentin Südkoreas Park Geun-hye als neue Parteivorsitzende nach. Unter ihr wurde die Partei in Saenuri-Partei umbenannt.
Hongs politischer Stil wird als populistisch beschrieben. Er wird oft mit dem Präsidenten der Vereinigten Staaten Donald Trump verglichen und auch als Hong Trump bezeichnet. Als sein politisches Vorbild, sollte er zum Präsident gewählt werden, nannte er Park Chung-hee.

### Präsidentschaftswahlen 2017

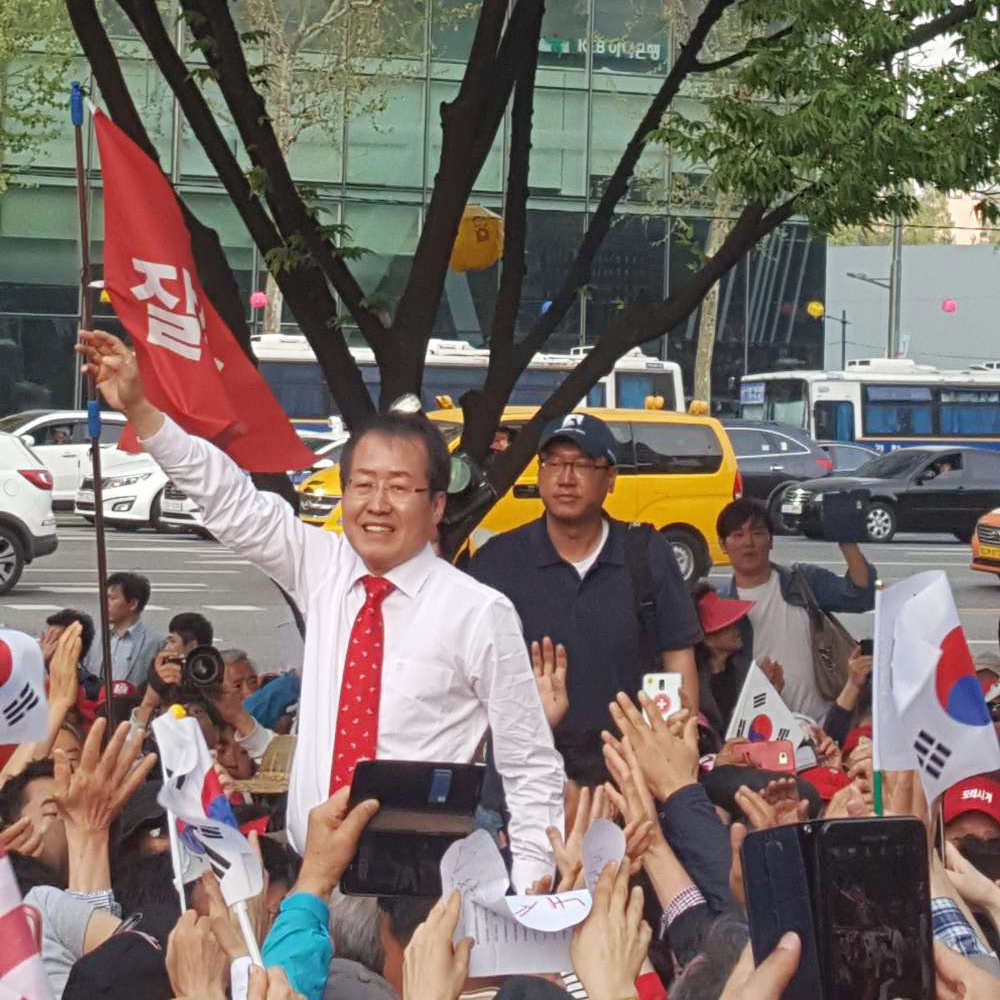
Hong Joon-pyo auf einer Wahlkampfveranstaltung im April 2017

Am 31. März 2017 gewann Hong die parteiinterne Vorwahl der Jayu-Hanguk-Partei und damit die Nominierung als deren Präsidentschaftskandidat.
Hong vertritt einen harten Ansatz in Bezug auf die Sicherheitspolitik seines Landes und die Beziehungen zu Nordkorea. Er gilt in dieser Haltung als weiter rechtsstehend als Park Geun-hye. Er befürwortet den Einsatz des Raketenabwehrsystems Terminal High Altitude Area Defense und spricht sich für die erneute Stationierung von amerikanischen Kernwaffen in Südkorea aus, sofern China nicht entschlossen genug ist, Druck auf das nordkoreanische Regime auszuüben. Hong gilt als großer Freund der Vereinigten Staaten und der Volksrepublik China gegenüber als kühl eingestellt. Als erste Amtshandlung versprach er ein Treffen mit Donald Trump. Zudem lehnt Hong Homosexualität ab und sieht darin die vermeintliche Schwäche der Südkoreanischen Streitkräfte. Im Zuge des Wahlkampfes wurden Vorwürfe laut, Hong hätte in seiner Studienzeit einem Freund ein Präparat besorgt, mit dem dieser eine potentielle Freundin bei einem Date gefügig machen hätte können. Er wies die Anschuldigungen als Scherz zurück. Zudem wurde ihm Sexismus vorgeworfen als Hong sagte, dass die Tätigkeit des Geschirrspülens Arbeit für Frauen sei.
Hong verlor die Wahl an Moon Jae-in und erreichte knapp mehr als 24 % der Wählerstimmen.

### Zeit nach den Präsidentschaftswahlen
Nach seiner Niederlage bei den Präsidentschaftswahlen wurde er erneut zum Vorsitzenden der Jayu-Hanguk-Partei gewählt. Dieses Amt hatte er bis Juni 2018 inne. Hong veröffentlicht seine politischen Ansichten auf der Videoplattform YouTube. Für diesen Schritt nannte er 2018 die Kommunikationsstrategien Donald Trumps als Vorbild.
Hong kritisierte die Regierung Moons vehement und verglich dessen Haltung gegenüber Nordkorea mit dem Münchner Abkommen von 1938. Auch die Nordkoreapolitik der Präsidenten Kim Dae-jung (Sonnenscheinpolitik) und Roh Moo-hyun (Nordpolitik) kritisierte Hong scharf und behauptete, Nordkorea hätte die erhaltenen Ressourcen zum Bau von eigenen Atomwaffen verwendet.